# Varser
Varser (en arménien Վարսեր ; jusqu'en 1946 Chrchr) est une communauté rurale du marz de Gegharkunik, en Arménie. Elle compte 2 017 habitants en 2008.